# Josepha (film)
Pour les articles homonymes, voir Josepha.
Pour plus de détails, voir Fiche technique et Distribution.
Josepha est un film français réalisé par Christopher Frank, sorti en 1982.

## Synopsis
Michel et Josepha sont des comédiens abonnés aux seconds rôles, ils ne se produisent que dans de petits théâtres dont les pièces à l'affiche ne font pas recette. Ils gagnent péniblement de quoi vivre. Mais la passion qu'ils vouent à leur métier ainsi que leur amour les aident à surmonter les difficultés. Cependant, un jour, Josepha découvre que Michel a eu une liaison avec une autre femme et ce fragile équilibre est remis en cause.

## Fiche technique
- Titre : Josepha
- Réalisation : Christopher Frank
- Scénario : Christopher Frank, d'après son propre roman Josepha (1979 - Seuil)
- Production : Robert Amon et Albina du Boisrouvray, pour Albina Productions, Mondex Films, TF1 Films Productions
- Directeur de production : Christian Lentretien
- Musique : Georges Delerue
- Photographie : Jean-Paul Schwartz
- Montage : Nathalie Lafaurie
- Décors : Dominique André
- Costumes : Yvette Frank
- Son : Bernard Bats
- Assistant réalisateur : Jean Couturier, Henri Grimault
- Maître d'armes : Claude Carliez
- Conseiller technique : Georges Casati
- Distribution : GEF-CCFC
- Pays d'origine :  France
- Format : Couleurs Fujicolor - 1,66:1 - Mono - 35 mm
- Genre : Drame
- Durée : 114 minutes
- Date de sortie : 10 mars 1982 (France)
- Affiche : René Ferracci (France)

## Distribution
- Miou-Miou : Josépha Manet
- Claude Brasseur : Michel Laurent
- Bruno Cremer : Régis Duchemin
- Nadine Alari : Claude Hermann
- Jean-Pierre Rambal : Le pompiste
- Anne-Laure Meury : Babette Duchemin, la fille de Régis
- François Perrot : Marchand
- Yvette Delaune : Cécile
- Jacques Boudet : Moulu
- Pierre Vernier : Jenner
- Catherine Allégret : Dolly
- Paul Savatier : Thévenon
- Jean-Jacques Aslanian : Vendredi
- Caroline Berg : Claudine
- Jacques Chevalier : Un assistant réalisateur
- Emmanuel Lathuillère : Un assistant réalisateur
- Jacky Duclos : Bernadette
- Nathalie Guérin : Maya
- Marie Henriau : Lady Mac-Beth
- Jacqueline Alexandre
- Gaëlle Legrand
- Béatrice Libert
- Gilles Grouard
- André Dumas
- Colette Teissèdre

## Autour du film
- À noter, les apparitions d'Élisabeth Ferrier en sorcière et d'Évelyne Dhéliat dans son propre rôle.

## Distinctions
- Nomination au César de la meilleure première œuvre et de la meilleure actrice (Miou-Miou) en 1983.